# Batallón de los violadores
Los batallones de violadores son grupos de soldados birmanos, en ocasiones de alto rango, dedicados a la violación sistemática y selectiva de mujeres y niñas de la minoría étnica shan, residente en la frontera entre Myanmar (Birmania) y Tailandia. Estos escuadrones fueron creados con la intención de aterrar, desmoralizar, reprimir y controlar a este grupo étnico y, en última instancia, conseguir su exilio hacia Tailandia.
Según una denuncia del ACNUR del 23 de mayo de 2006, su modus operandi consiste en realizar una gira por las poblaciones birmanas reclutando a muchachas que son obligadas a desfilar, secuestradas de sus hogares y violadas cada noche hasta que los soldados cansados de ellas deciden asesinarlas a sangre fría. 
Según una denuncia en el periódico The Boston Globe (junio de 2005):

Se viola en grupo a mujeres con siete meses de embarazo. Se obliga a niñas a realizar trabajos forzados durante el día y se las viola por la noche durante meses enteros. Se viola a madres e hijas juntas. Se viola a niñas de hasta 4 años de edad.

Esta barbarie ha sido documentada y dada a conocer por Charm Tong, exiliada birmana en Tailandia desde los 6 años de edad.
Desde 2017 durante la campaña de limpieza étnica contra la etnia musulmana rohinyá, las fuerzas armadas de Birmania aplicaron la violación sexual como método de represión contra las mujeres musulmanas rohinyás.